# Sázava (rivière)
Pour les articles homonymes, voir Sázava (homonymie).
La Sázava (ˈsaːzava) est une rivière tchèque et un affluent de rive droite de la Vltava, donc un sous-affluent de l'Elbe.
Elle est souvent appelée la "Rivière d'or" à cause du sol argileux parcouru.

## Géographie
Longue de 218 km, la Sázava draine un bassin versant de 4 350 km2. Elle prend sa source sur le versant du Šindelný vrch (cs), émerge du lac Velké Dářko (en) et se jette dans la Vltava, sur le territoire de la commune de Davle, au sud de Prague (au kilomètre 78,3 de la Vltava).
D'amont en aval, la rivière arrose successivement les villes de :
- Žďár nad Sázavou
- Hamry nad Sázavou
- Přibyslav
- Havlíčkův Brod
- Světlá nad Sázavou
- Ledeč nad Sázavou
- Zruč nad Sázavou
- Rataje nad Sázavou
- Sázava
- Týnec nad Sázavou